# Indian River Estates
Indian River Estates és una concentració de població designada pel cens dels Estats Units a l'estat de Florida. Segons el cens del 2000 tenia 5.793 habitants.

## Demografia
Segons el cens del 2000, Indian River Estates tenia 5.793 habitants, 2.347 habitatges, i 1.743 famílies. La densitat de població era de 403,7 habitants/km².
Dels 2.347 habitatges en un 26% hi vivien nens de menys de 18 anys, en un 61,8% hi vivien parelles casades, en un 8,2% dones solteres, i en un 25,7% no eren unitats familiars. En el 20,1% dels habitatges hi vivien persones soles l'11,7% de les quals corresponia a persones de 65 anys o més que vivien soles. El nombre mitjà de persones vivint en cada habitatge era de 2,45 i el nombre mitjà de persones que vivien en cada família era de 2,78.
Per edats la població es repartia de la següent manera: un 21,1% tenia menys de 18 anys, un 5,2% entre 18 i 24, un 24,4% entre 25 i 44, un 25,6% de 45 a 60 i un 23,8% 65 anys o més.
L'edat mediana era de 44 anys. Per cada 100 dones de 18 o més anys hi havia 92,8 homes.
La renda mediana per habitatge era de 37.053 $ i la renda mediana per família de 40.790 $. Els homes tenien una renda mediana de 28.857 $ mentre que les dones 22.169 $. La renda per capita de la població era de 16.824 $. Entorn del 6,4% de les famílies i el 7,7% de la població estaven per davall del llindar de pobresa.

## Poblacions més properes
El següent diagrama mostra les poblacions més properes.